# 과테말라 케찰
케찰(스페인어: quetzal, 복수형: quetzales)은 과테말라의 통화로 1 케찰은 100 센타보(centavos)로 나뉜다.
1925년 호세 마리아 오레야나 대통령에 의해 페소를 대체하기 위한 차원에서 도입되었다. 케찰이라는 이름은 과테말라의 국조인 케찰에서 유래된 이름이다.
과테말라는 1987년까지 미국 달러와의 고정 환율을 시행했다. 1, 5, 10, 25, 50 센타보, 1 케찰 동전과 1, 5, 10, 20, 50, 100 케찰 지폐가 통용된다.